# 李定国、白文选攻缅甸之战
李定国、白文选攻缅甸之战，永曆十四年（1660年）秋至永历十五年（1661年）夏，南明永历朝晋王李定国与巩昌王白文选先后进攻缅甸，試圖營救永历帝朱由榔的作战。
1659年正月清军占领昆明，南明永历帝朱由榔逃到缅甸境内，备受缅甸东吁王朝凌辱。1660年秋，白文选率军进攻缅甸首都阿瓦（今曼德勒），索要永历帝，当时缅甸国王宾德勒居住在阿瓦新城中，白文选急攻，虽然破城，但又被缅甸人击退。白文选率部到孟艮会合李定国。1661年夏，白文选、李定国合军一同攻打阿瓦，缅军派象兵迎战。李定国前队有所失利，白文选率兵由侧翼横击，缅甸军大败，退保阿瓦新城，但还是不肯交出朱由榔。李定国、白文选计划以舟师攻打阿瓦，派人在上流造船，被缅人焚毁。李定国、白文选二部于是移兵洞乌，白文选逃到锡箔，十一月降清。李定国回到孟艮。